# Westminster (wijk)
Westminster is een wijk in het Londense bestuurlijke gebied City of Westminster, in de regio Groot-Londen.
De wijk is het centrum van de Britse politiek, en om deze reden is het naam "Westminster" in het Engels een metonymie voor de Britse parlement en regering. Hier bevinden zich onder meer het Palace of Westminster met Big Ben, Buckingham Palace, Westminster Abbey, 10 Downing Street, Scotland Yard, en de pleinen Piccadilly Circus en Trafalgar Square. Ook staan vele ambassades en alle ministeries. In de wijk liggen drie koninklijke parken: Hyde Park, Green Park en St. James's Park.
De meeste culturele en andere uitgaansvoorzieningen zijn in Westminster gevestigd wat tot een hoge gebruiksdruk leidt. Voorbeelden zijn Trooping the Colour in juni, Remembrance Sunday in november, en nieuwjaarsnacht op Victoria Embankment, tegenover London Eye aan de andere oever van de Theems.

## Bekende inwoners van Westminster

### Geboren
- William Yarrell (1784-1856), boekhandelaar en natuuronderzoeker
- Frederick Marryat (1792-1848), schrijver
- Edward VII (1841-1910), koning (ook overleden in Westminster)
- Josiah Ritchie (1870-1955), tennisspeler
- Christopher Nolan (1970), Engels-Amerikaans filmregisseur
- Rachel Weisz (1970), actrice
- Tom Tugendhat (1973), conservatief politicus
- Tom Hiddleston (1981), acteur
- Eddie Redmayne (1982), acteur en model

### Overleden
- Spencer Perceval (1762-1812), politicus en Premier (vermoord)
- Thomas Russell Crampton (1816-1888), ingenieur
- Henry Campbell-Bannerman (1836-1908), politicus en Premier
- David Tomlinson (1917-2000), acteur

## Galerij

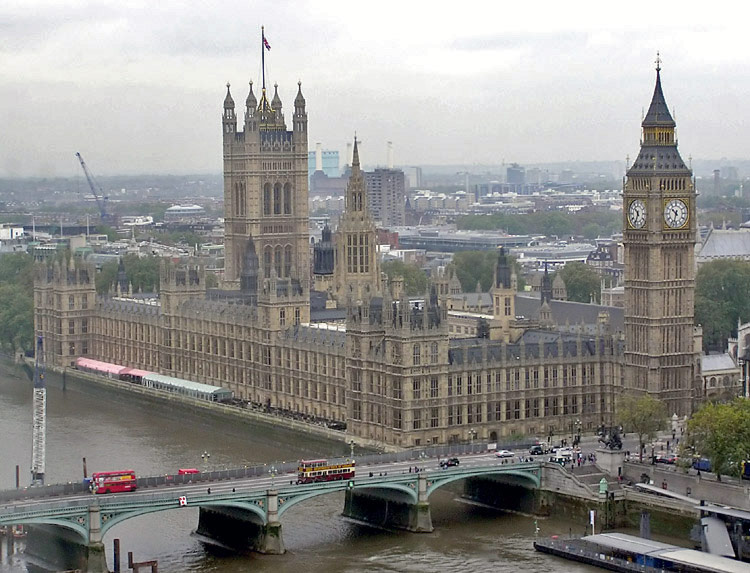
Paleis van Westminster
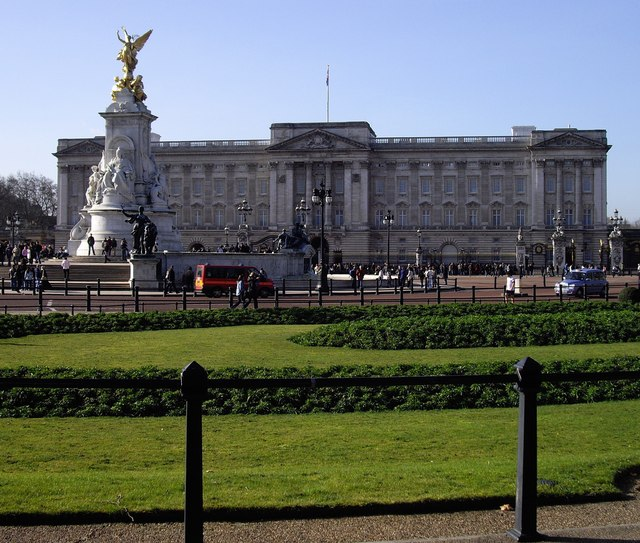
Buckingham Palace
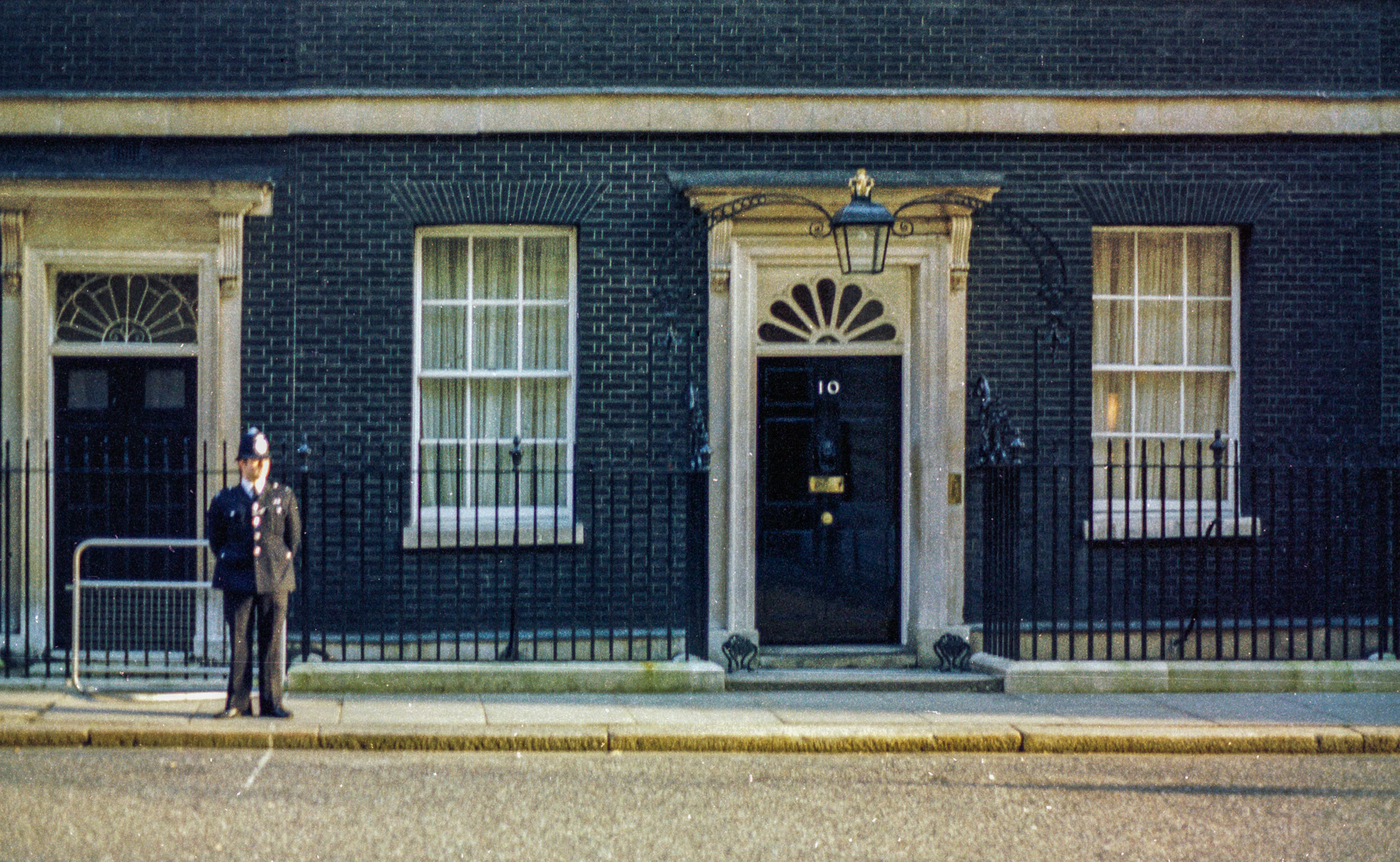
Deur van 10 Downing Street
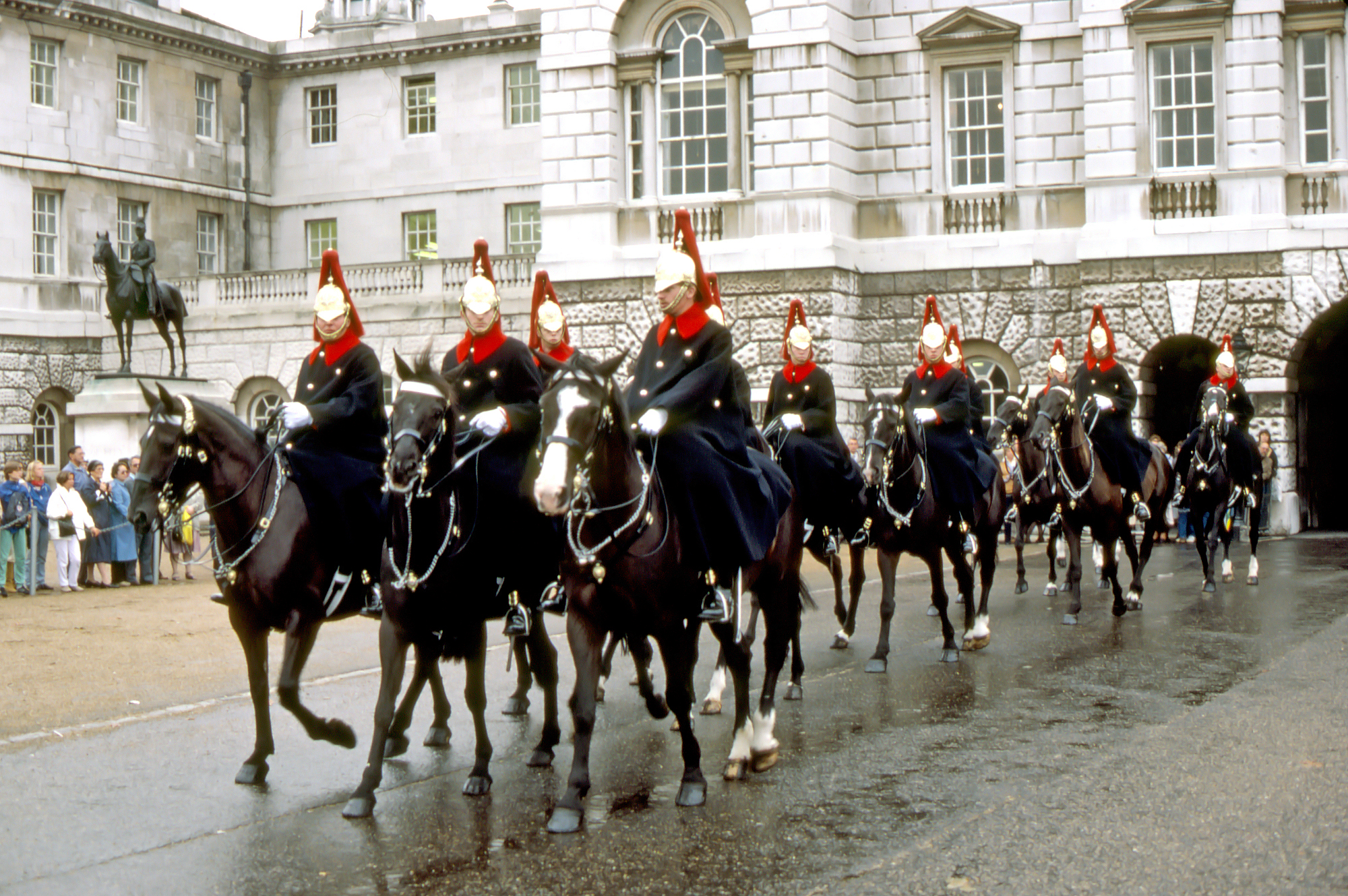
Horse Guards Parade met berijdend wachtvolk
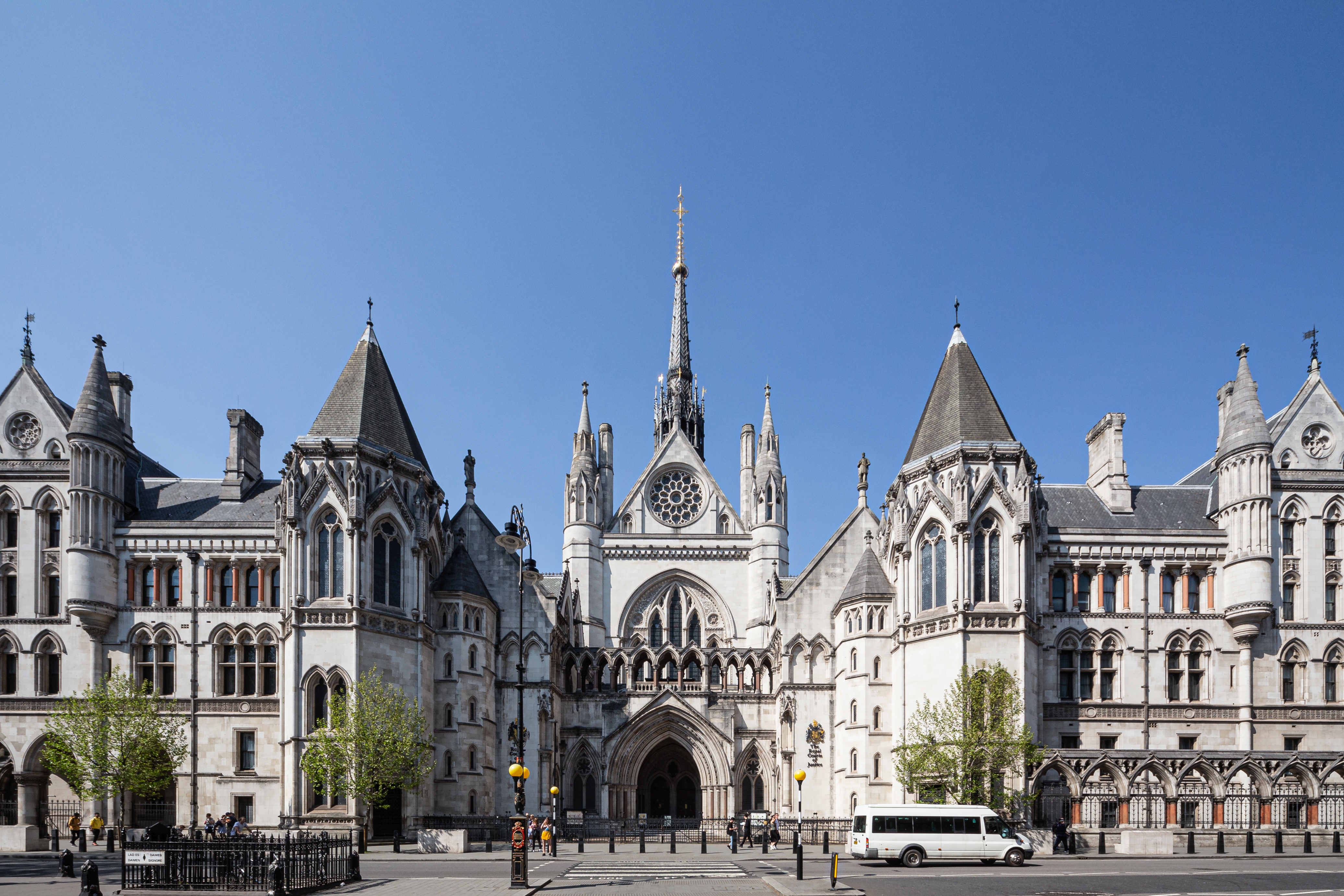
Paleis van Justitie
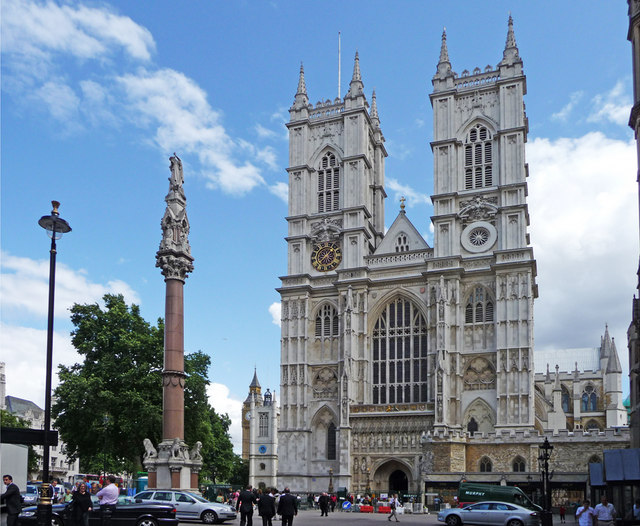
Westminster Abbey en oorlogsmonument
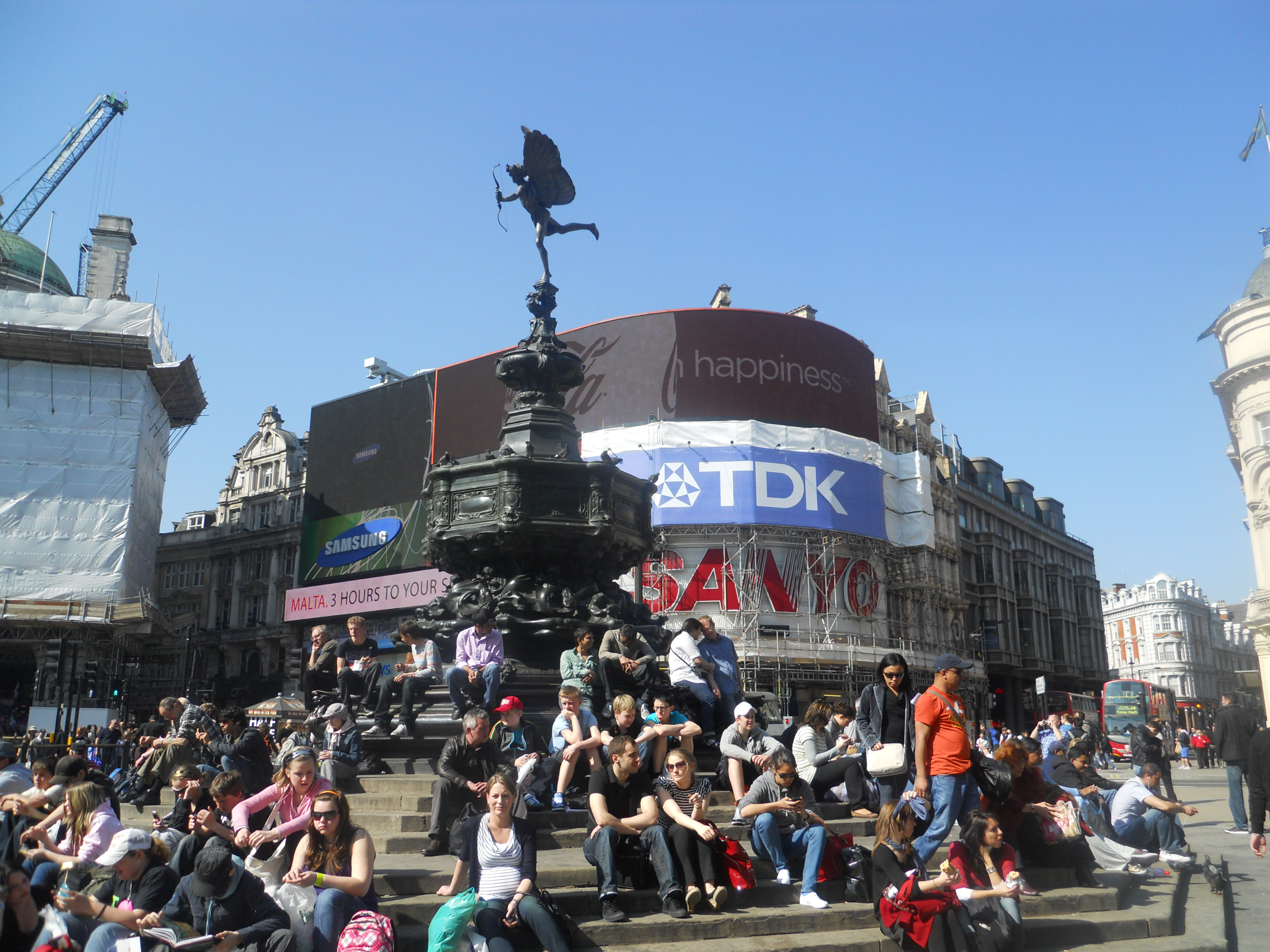
Piccadilly Circus en standbeeld van Eros
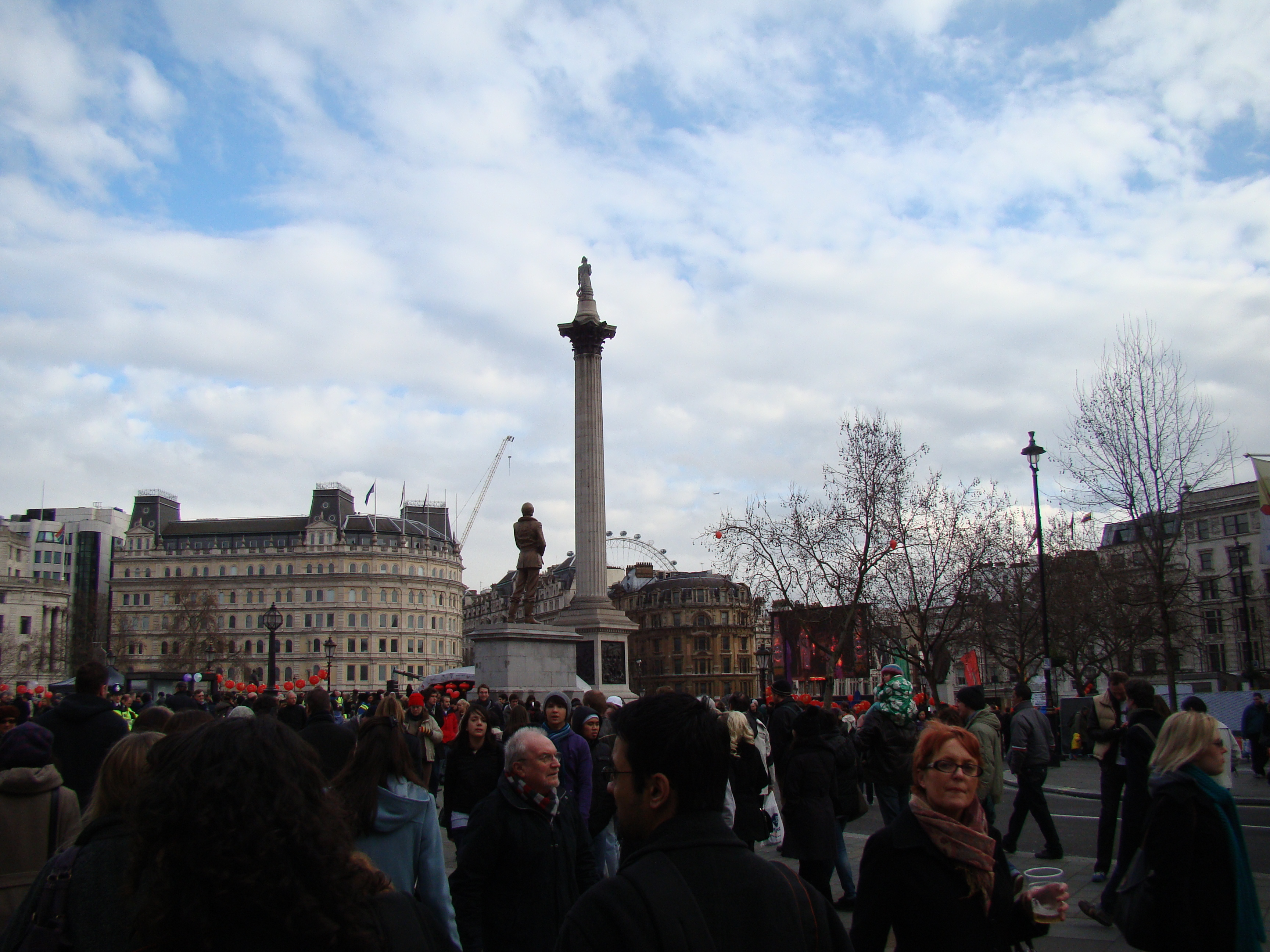
Trafalgar Square